# Pédiatrie en France
Pour un article plus général, voir Pédiatrie.

## Les différents types d’exercices de la pédiatrie en France
- L'exercice libéral de la pédiatrie : soins courants, bilans de santé périodiques ou consultations intercurrentes pour des problèmes aigus. En France, il y aurait moins de 2 500 libéraux sur un total d'environ 6 000 pédiatres (supra). La profession juge cela insuffisant pour assurer une couverture totale des soins aux enfants[1]. Une analyse, très locale, de la permanence des soins assurée par les pédiatres libéraux dans le département des Côtes-d’Armor datée de 2004[2] révèle que les pédiatres sont surtout des femmes, d'une moyenne d'âge de 49 ans, installés en groupe, en majorité exerçant en secteur 1, au sein d'un cabinet situé en ville. Ils reçoivent uniquement sur rendez-vous, bien qu'acceptant en général les prises en charge non programmées urgentes (environ 20 % de leur activité). Cette prise en charge occasionne une perturbation dans leur travail pour un tiers d'entre eux. Les urgences vraies ou seulement ressenties représentent 34 % de leur activité de consultation. La moitié d'entre eux assure le suivi des patients hospitalisés. Certains participent aux gardes conjointement aux hospitaliers.

- La pédiatrie au sein des hôpitaux : soins aux enfants hospitalisés et prise en charge du nouveau-né, consultations externes concernant le plus souvent des pathologies spécifiques en cardio-pédiatrie, néphro-pédiatrie, rénales, digestives, etc. Les hôpitaux spécialisés ont le plateau technique et les compétences nécessaires aux explorations complémentaires justifiées par ces problèmes spécifiques.

- La pédiatrie en maternité : le pédiatre assure (en concertation avec les obstétriciens et l'équipe de soin) la prise en charge médicale du nouveau-né, dès la salle d'accouchement, jusqu'à son retour au domicile. Il effectue les examens systématiques destinés à s'assurer de la bonne santé de celui-ci. Cette intervention requiert une grande vigilance et une spécialisation en médecine néonatale, en raison des situations d'urgence vitale fréquemment rencontrées dans ce contexte. Beaucoup de pédiatres sont attachés aux maternités[3].

- La PMI, la médecine scolaire : dépistages divers, surmenage scolaire, etc. Toutefois, du fait qu'il s'agit surtout d'une approche médicale préventive et de santé publique, ainsi que par pénurie des spécialistes, ces postes sont rarement occupés par des pédiatres.

- La pédiatrie en établissements spécialisés, CAMSP[4], SESSAD... : prises en charge individualisées des enfants présentant des handicaps ou des difficultés de développement au sein d'une équipe pluridisciplinaire (psychiatres, médecins de rééducation fonctionnelle, rééducateurs)

À noter que selon une enquête réalisée en 2000 dans la région Rhône-Alpes, 63 % des pédiatres ont plusieurs lieux d’exercice. Un tiers d'entre eux exercent sur trois lieux et plus. Les pédiatres font essentiellement des consultations au cabinet et des astreintes en clinique, moins d'astreintes à l’hôpital où ils font surtout de la surveillance clinique de patients hospitalisés. Enfin, le pédiatre consacre globalement 6 % de son temps à la gestion.

## Le rapport Sommelet de 2007
Les revendications des libéraux sont, entre autres, à mettre en perspective avec un rapport intitulé L'enfant et l'adolescent ; un enjeu de société, une priorité du système de santé, aboutissement d'un travail de deux ans sur la pédiatrie française, que le professeur Danièle Sommelet a remis au ministre de la Santé en mars 2007,. 
Selon le rapport Sommelet, l’exercice de la pédiatrie de demain s’oriente vers :
- une refonte de la pédiatrie libérale vers une excellence dans les domaines de la prévention et de l’éducation, la prise en charge des pathologies chroniques en réseau, le développement des spécialités pédiatriques (dans les grandes villes) ;
- la présence indispensable des pédiatres dans tous les secteurs de la médecine communautaire et de la santé publique concernant l’enfant ;
- l’organisation de la pédiatrie en CHU autour de la pédiatrie d’urgence, spécialités pédiatriques, de la néonatologie, et de tous les soins de recours, tout en conservant une pédiatrie générale de qualité pour les prestations de proximité ;
- le renforcement des équipes pédiatriques des CHG [Centres hospitaliers généraux] pour apporter l’autonomie nécessaire à la gestion des urgences, de la néonatologie et de la pédiatrie générale et en développant le travail en réseau pour les spécialistes pédiatriques ;
- l’implication forte des pédiatres dans la recherche, l’innovation technologique et le développement.

Dans tous les cas de figure, selon le rapport, l’essor de la pédiatrie n’est envisageable que sous certaines conditions :
- unité sans faille de tous les modes d’exercice de la médecine de l’enfant ;
- partage équitable des soins avec les médecins généralistes ;
- alliance avec la pédopsychiatrie, la santé publique, les spécialistes du monde sensoriel, etc.

Plus généralement, le rapport fait onze recommandations pour optimiser la pédiatrie et la prise en charge de la santé des enfants :
1. Élaborer avec la HAS et l’ensemble des acteurs un programme national d’organisation des pratiques professionnelles concernant tous les domaines de la santé (physique, mentale, sociale) de l’enfant et de l’adolescent.
2. Rationaliser la politique de prévention et de protection : missions, acteurs, outils, utilisation des données.
3. Assurer le recueil des données épidémiologiques fiables (rappel : le carnet de santé n’a jamais été évalué) : 
  - suivi d’indicateurs de santé
  - veille sanitaire
  - qualité des acteurs et filières de prise en charge
4. Organiser une concertation de la population (parents et adolescents de douze à dix-huit ans) pour connaître leurs besoins et leurs attentes, leur vision des rôles respectifs des professionnels de santé et des mouvements associatifs.
5. Contribuer à la promotion de la santé en assurant le partenariat entre les institutions de l’État, les collectivités territoriales, et les acteurs de terrain et en adoptant une stratégie de communication adaptée aux besoins et aux moyens.
6. Évaluer les besoins démographiques réels de l’ensemble des acteurs en prenant en compte : 
  - les départs en retraite, les postes hospitaliers, les inégalités géographiques
  - l’organisation des pratiques professionnelles (cf. 1)
  - l’évaluation de l’activité et des services rendus
  - l’organisation de nouvelles conditions d’exercice : maison de santé, partage ou délégation des tâches (infirmières puéricultrices, psychologues…)
7. Assurer l’excellence et la continuité immédiate et à long terme des soins et de la prise en charge globale des enfants et des adolescents atteints de maladies chroniques (+ rôle des associations de parents)
8. Professionnaliser la recherche en pédiatrie
9. Rassembler les acteurs nécessaires à la réflexion sur les besoins et les méthodes de soutien et/ou des soins de l’adolescent.
10. Inciter les acteurs de santé et notamment les pédiatres à une meilleure prise en compte de l’interculturalité et à une plus grande implication dans la lutte contre les conséquences de la précarité.
11. Réviser la formation des acteurs.

## Études de pédiatrie en France
Tous les médecins reçoivent un enseignement en pédiatrie qu'ils peuvent éventuellement compléter, parmi les stages obligatoires qu'ils doivent accomplir, d'un stage orienté vers la pédiatrie. Cependant, pour devenir spécialiste (pédiatre), il faut préparer et obtenir un DES (diplôme d'études spécialisées) en pédiatrie. Cet enseignement comprend 250 heures, sans compter les stages pratiques, réparties pour l'instant sur quatre ans.
- Enseignements généraux :
  - Méthodologie de l'évaluation des pratiques de soins et de la recherche clinique et épidémiologique en pédiatrie
  - Organisation, gestion, éthique, droit et responsabilité médicale en pédiatrie
- Enseignements spécifiques :
  - Développement de l'embryon et du fœtus; prévalence de la prématurité et de l'hypotrophie à la naissance ;
  - Croissance et développement somatique, sensoriel et psychologique normal et pathologique du nourrisson et de l'enfant ;
  - Puberté et sexualité de l'enfant et de l'adolescent ;
  - Alimentation et nutrition du nourrisson et de l'enfant ;
  - Pharmacologie (métabolisme, posologie, action et toxicité) des médicaments usuels en pédiatrie ;
  - Explorations fonctionnelles en pédiatrie ;
  - Morbidité et mortalité périnatale et infantile dans le monde ;
  - Épidémiologie, physiopathologie, anatomopathologie, diagnostic, pronostic et traitement des maladies du fœtus et du nouveau-né, du nourrisson, de l'enfant et de l'adolescent ;
  - Protection maternelle et infantile, organisation des naissances et prévention de la prématurité et de l'hypotrophie ;
  - Prévention et prise en charge des malformations, des maladies génétiques, des handicaps et de la maltraitance chez l'enfant ; diagnostic anténatal et dépistage néonatal ;
  - Programme de vaccination ;
  - Organisation et prise en charge de la douleur chez l'enfant et des urgences médico-chirurgicales pédiatriques ;
- Formation pratique dans des services agréés :
  - Cinq semestres dans un service agréé pour le DES de pédiatrie, dont quatre au moins dans les services hospitalo-universitaires ou conventionnés et au moins, dans deux services ou départements différents. Le candidat doit avoir validé au moins un stage semestriel en unité pédiatrique générale, en unité néonatologie et aux urgences (réanimation pédiatrique ou pédiatrie d'urgence ou vingt-six gardes formatrices dans une unité de réanimation pédiatrique) ;
  - Un semestre dans un service agréé pour les DES de pédiatrie, de génétique, de gynécologie-obstétrique et gynécologique médicale ou de santé publique et médecine sociale ;
  - Deux semestres dans des services agréés pour d'autres DES que ceux précédemment cités.

## Revenu des pédiatres français
Le revenu des pédiatres serait le moins élevé de tous les médecins spécialistes, selon une étude du ministère de la santé datée de 1999, les constatations d'un parlementaire en 2003 et celles d'un collectif de pédiatres libéraux faites en 2007, pour qui le revenu des pédiatres est de « 10 à 20 % en dessous des généralistes et 50 % en dessous du revenu moyen des spécialistes ». 
environ 4 100 euros par mois  
Quelques mesures réglementaires du ministère de la Santé visant le revenu des pédiatres :

- Deux arrêtés, l’un du 27 décembre 2001, l’autre du 31 mai 2002 ont créé une majoration de sujétion particulière pour les actes liés à chaque accouchement réalisé la nuit, le dimanche et les jours fériés, pour les pédiatres libéraux soumis à une obligation d’astreinte

- Arrêté du 29 août 2002 modifiant la nomenclature générale des actes professionnels a permis l’alignement des majorations pour les visites de nuit des pédiatres sur celles des médecins généralistes
 
- Arrêté du 31 juillet 2002, publié le 2 août 2002, relatif à l’accord national de bonnes pratiques et de bon usage des soins conclu entre l’assurance maladie et les professionnels a créé une majoration forfaitaire de 5,13 euros des consultations et des visites spécifiques effectuées par les pédiatres pour les enfants de 0 à 24 mois inclus.
En cette matière il convient cependant de prendre en compte les différents accords passés ultérieurement entre la CNAM et les syndicats de médecins.

## Démographie des pédiatres français
Il y a globalement environ 6 000 pédiatres en France en 2007, dont environ 60 % de femmes (en accroissement constant) auxquels s'ajoutent diverses spécialités pédiatriques. La médecine libérale représenterait en 2007 environ 40 % des effectifs des pédiatres (infra). Selon une étude de 2004 réalisée sous l'égide du Conseil national de l'Ordre des Médecins, le nombre des pédiatres est en constante augmentation depuis 20 ans. Ils représentaient 3,1 % du total des médecins et 6,3 % des spécialistes français. Près de 95 % exerçaient une activité régulière alors qu'ils étaient à peine 3,1 % non installés et 2,1 % temporairement sans activité.
Sans distinguer par type d'exercice, l'Ordre des médecins, pour les pédiatres ayant une activité régulière, donne actuellement sur son site les chiffres suivants entre 2002 et 2005 Conseil national de l'Ordre des Médecins :

| - Pédiatrie - 2002 : 6 163 (2 536 H/3 627 F) - 2003 : 5 948 (2 461 H/3 487 F) - 2004 : 6 049 (2 453 H/3 596 F) - 2005 : 6 151 (2 451 H/3 700 F) | - Chirurgie pédiatrique - 2002 : 73 (36 H/37 F) - 2003 : 77 (39 H/38 F) - 2004 : 166 (112 H/54 F) - 2005 : 174 (113 H/61 F) | - Psychiatrie option enfants et adolescents - 2002 : 1 287 (631 H/656 F) - 2003 : 1 253 (609 H/644 F) - 2004 : 347 (141 H/206 F) - 2005 : 1 234 (599 H/635 F) |

Pour sa part, l'étude de 2004 donnait les précisions suivantes : 

- Densité pédiatrique :

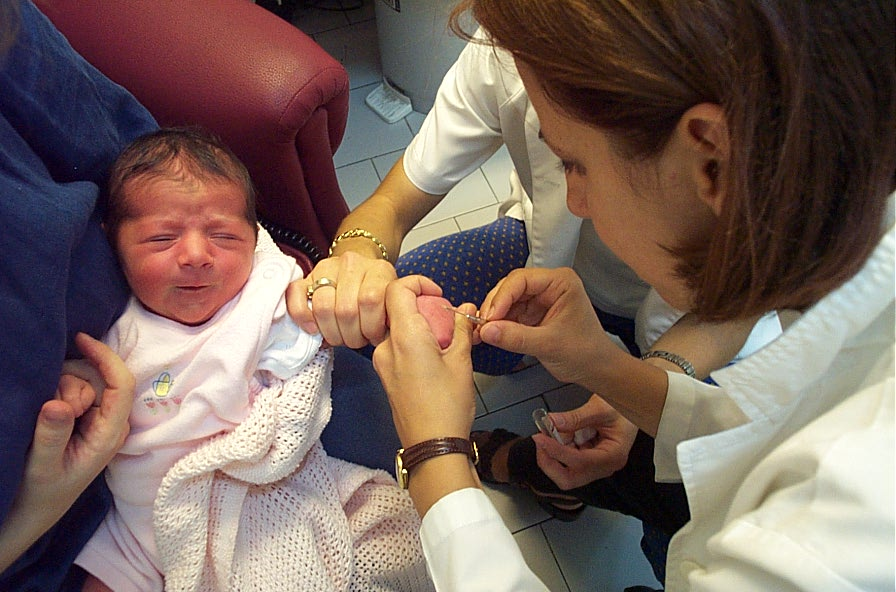
Un pédiatre effectuant un prélèvement sanguin sur un nourrisson

Bien que la progression soit plus faible que dans d'autres spécialités, la densité médicale est passée de 6,8 pour  100 000 habitants en 1983 (3708 pédiatres) à 10,5 en 2003 (6 281 pédiatres). La répartition géographie reste toutefois très inégale : faible au centre du pays (5,8); forte en Île-de-France (17,3), en Aquitaine, Indre-et-Loire, en façade est et nord-est et certains départements du sud.
Malgré ces chiffres, une crise démographique se profile dans cette spécialité du fait principalement de ces deux facteurs :

- augmentation de la demande (en ville, en néonatalité, en urgence, en PMI et en maternité du fait des nouvelles contraintes de ces dernières, nouvelles prises en charge : handicaps, douleur, cancer, génétique, crise de la jeunesse). Ceci est toutefois à mettre en parallèle avec le fait que la spécialisation en pédiatrie comme la nutrition, l'endocrinologie, l'allergologie, etc., se développe au détriment de la pédiatrie générale qui est l'apanage de la pédiatrie libérale de ville. Cependant, seulement 20 % des enfants auraient un suivi pédiatrique [réf. nécessaire].

- relève non assurée (pyramide des âges des pédiatres par rapport aux postes d'internes offerts qui sont en baisse). Ainsi l'âge moyen des pédiatres était de 48,2 ans (respectivement de 50,9 ans pour les hommes et de 46,4 ans pour les femmes) et l'effectif des moins de 45 ans était déjà inférieur à celui des plus de 55 ans. De plus, il est avancé que la politique gouvernementale voudrait qu'il n'y ait plus de pédiatres en ville, comme dans certains pays (Grande-Bretagne, Espagne). Les postes d'internes auraient donc surtout été fixés en fonction des besoins hospitaliers.

- Type d'exercice des pédiatres :

L'étude recensait, sur 5 948 pédiatres (95 % du total) ayant une activité régulière déclarée :

- 1 712 pédiatres en libéral (dont 53,6 % de femmes)  soit  27,3 % du total déclaré

- 902 pédiatres en exercice mixte (dont 47 % de femmes) soit 14,4 % du total déclaré

- 3 294 pédiatres salariés (dont 64,3 % de femmes) soit 52,4 % du total déclaré

## L’organisation de la profession de pédiatre en France
- Installation d'un pédiatre libéral.

Elle est soumise aux conditions requises pour l'installation de tout médecin, à savoir, principalement l'inscription au tableau de l’Ordre des médecins qui vaut autorisation d'exercer, sous réserve de l'enregistrement du diplôme de médecin et de la reconnaissance de la qualification de pédiatre (de plein droit avec un DES de pédiatrie), et les différentes affiliations, notamment à la sécurité sociale (conventionné en secteur 1 ou 2, ou non conventionné). Il n'y a donc aucun quota professionnel, ni géographique, malgré les déséquilibres répartitifs observés (supra). Les modalités d'installation sont diverses : cabinet individuel, groupement médical, clinique, etc. En outre, une partie des pédiatres libéraux ont une activité mixte (libérale et salariée et/ou hospitalière) soit un peu plus du tiers d'entre eux.
- Recrutement et carrière des pédiatres praticiens hospitaliers au sein des établissements publics de santé.

Le recrutement répond aux conditions générales requises pour les autres disciplines médicales, notamment à l'exigence d'un concours organisé sous la responsabilité de la DHOS (direction de l'hospitalisation et de l'organisation des soins) du ministère de la Santé. Cette dernière est également chargée d'organiser l'accès par concours aux troisièmes cycles des études médicales, et des procédures de choix de poste et d'affectation des internes.
Les praticiens hospitaliers en pédiatrie, qui doivent avoir validé un troisième cycle dans la discipline (DES de pédiatrie ou équivalent), sont recrutés par concours (après une épreuve orale, l'examen des "titres et travaux" et "services rendus" et un entretien). Les praticiens à temps plein sont nommés par le ministre de la Santé, après avis de la commission statutaire nationale (par le préfet de région pour les temps partiels). Les praticiens hospitaliers peuvent avoir plusieurs lieux d'exercice. En outre, ceux qui sont à temps plein peuvent exercer une activité libérale au sein de leur(s) établissement(s) mais pas à l'extérieur. C'est rigoureusement le contraire pour ceux qui sont à temps partiel.
Pour les hospitalo-universitaires en pédiatrie, il faut noter le rôle éminent du Conseil national des universités (CNU) pour la nomination des professeurs-praticiens hospitaliers (PU-PH) et maîtres de conférences-praticiens hospitaliers (MCU-PH) en pédiatrie. La pédiatrie fait partie de la section 54 (Développement et pathologie de l'enfant, gynécologie-obstétrique, endocrinologie et reproduction) du CNU, dont elle constitue une sous-section (sous-section 54-01). Son fonctionnement répond aux règles spécifiques applicables aux disciplines médicales. L'élection des membres a lieu au scrutin uninominal majoritaire à deux tours pour un mandat de six ans, renouvelable par moitié tous les trois ans. Voir sa composition actuelle. C'est le CNU qui inscrit les candidats sur la liste d'aptitude aux fonctions envisagées et leur ouvre les portes des concours dans les établissements recruteurs. Les futurs professeurs doivent détenir une habilitation à diriger des recherches (HDR), et le plus souvent une thèse d’université. Après réussite, les professeurs et maîtres de conférences, sont nommés respectivement par le président de la République et par le ministre de la Santé. L'une de leurs caractéristiques est la bi-appartenance, ils sont en effet engagés et employés à la fois par le ministère de la Santé et par celui de l’Éducation nationale. Il existe aussi des hospitalo-universitaires temporaires (chefs de clinique assistants des hôpitaux ou, plus rarement, praticiens hospitalo-universitaires), qui est une situation transitoire permettant généralement de préparer l'agrégation professorale.
- Organisations professionnelles des pédiatres :

Comme tout médecin, les pédiatres sont soumis à l'Ordre des médecins, notamment pour le respect du code de déontologie, leur inscription au tableau (excepté pour les pédiatres de la fonction publique), le processus de qualification des spécialistes et la surveillance des conditions d'exercice de la profession (avec les pouvoirs juridictionnels et disciplinaires dont dispose l'Ordre). Cependant, les pédiatres n'y sont pas représentés en tant que tels. Par contre, la pédiatrie est plus visible au sein de l'organisme de réflexion qu'est l'Académie de médecine. Elle fait partie de la première division de son conseil d'administration "Médecine et spécialités médicales", l'objet de la commission "Maternité - Enfance - Adolescence" et de quelques groupes de travail, dont ceux consacrés à l’"Aménagement du temps scolaire" et à la "Nutrition du nourrisson".
Les pédiatres sont regroupés dans diverses sociétés savantes (associations ou collèges professionnels) :
- Société française de pédiatrie (infra) ;
- Association française de pédiatrie ambulatoire (AFPA) ;
- Association des juniors en pédiatrie (AJP) ;
- Collège des pédiatres des hôpitaux généraux (COLPEHGE) ;
- Collège des professeurs de pédiatrie ;
- Association des pédiatres de langue française ;
- Société française de médecine périnatale ;
- Société française de chirurgie pédiatrique ;
- Société francophone d'imagerie pédiatrique (SFIP) ;
- Société française de dermatologie pédiatrique (SFDP), etc.